# Diane Nelson
Diane Nelson, född den 1 juli 1958 i Burnaby, Kanada, är en kanadensisk curlingspelare.
Hon tog OS-brons i damernas curlingturnering i samband med de olympiska curlingtävlingarna 2002 i Salt Lake City.